# Qiru

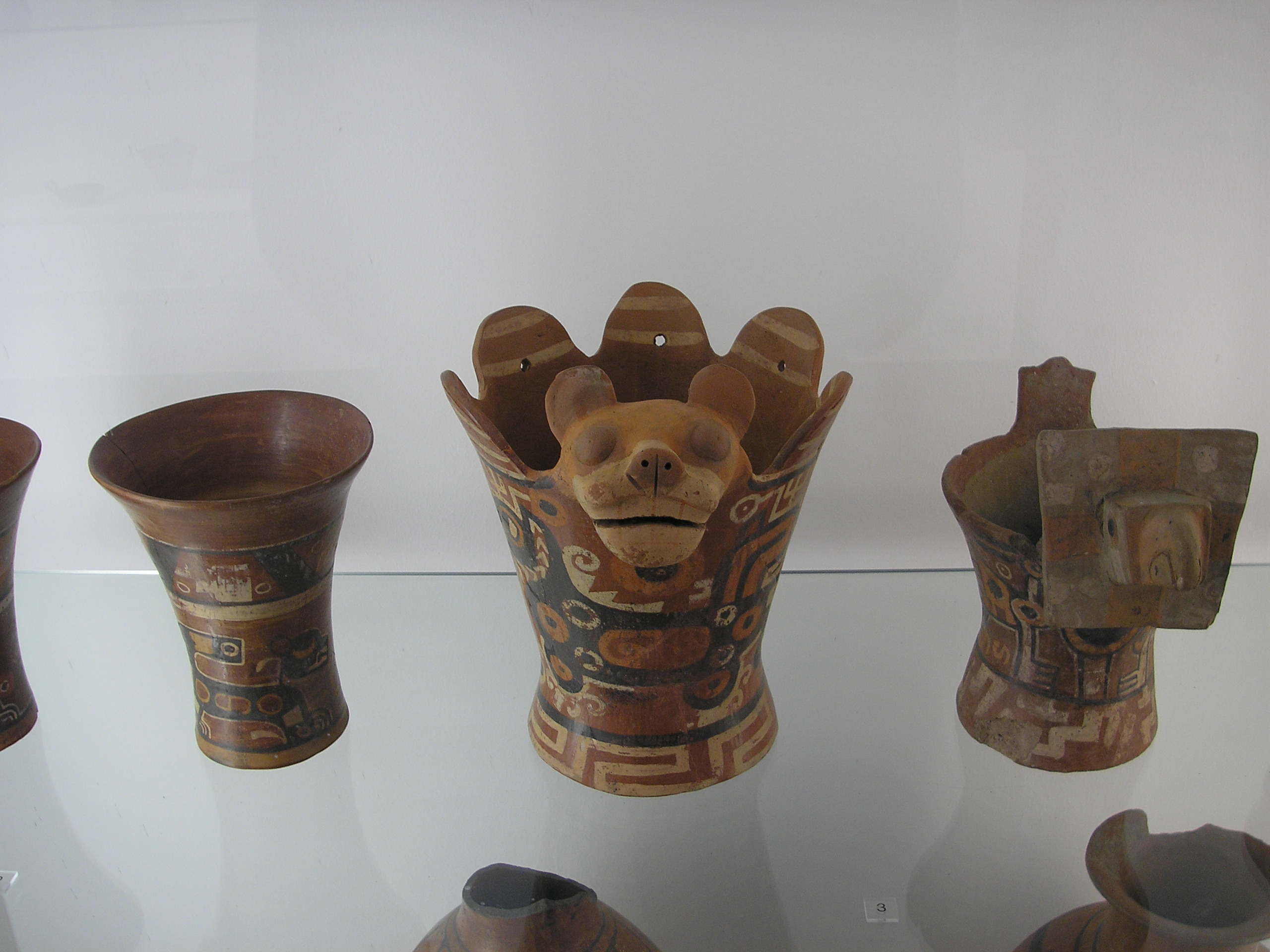
Tiwanaku-Qirus und Incensarios im Ethnologischen Museum Berlin.

Ein Qiru (spanisch Quero bzw. Qero, auch Kero oder Keru geschrieben) ist ein für die Andenwelt typisches Trinkgefäß, dass von den Inka und vorinkaischen Kulturen verwendet wurde, um Chicha zu trinken. Qirus gehörten zu den wichtigsten Zeremonialobjekten des Tiwanaku-Staats. Einige Tiwanaku und Wari Qirus zeigen das sogenannte Stabgott-Motiv.

## Merkmale

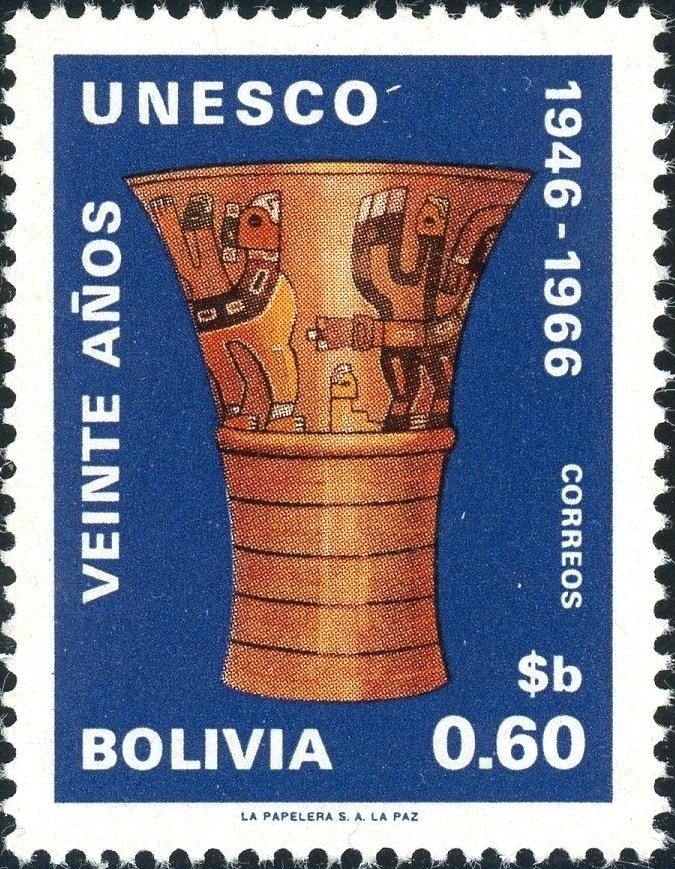
Tiwanaku-Qiru auf einer Briefmarke

Nach den Archäologen Charles Stanish und Alexei Vranich weisen Qirus die folgenden Merkmale auf
- sie sind relativ groß
- haben einen flachen Boden und konkave Seiten
- besitzen verengte Taillen und aufgeweitete Ränder
- Tiwanaku-Qirus wurden zusätzlich mit polychromen Tiwanaku-Basissymbolen verziert

## Qirus in der Tiwanaku-Ikonografie

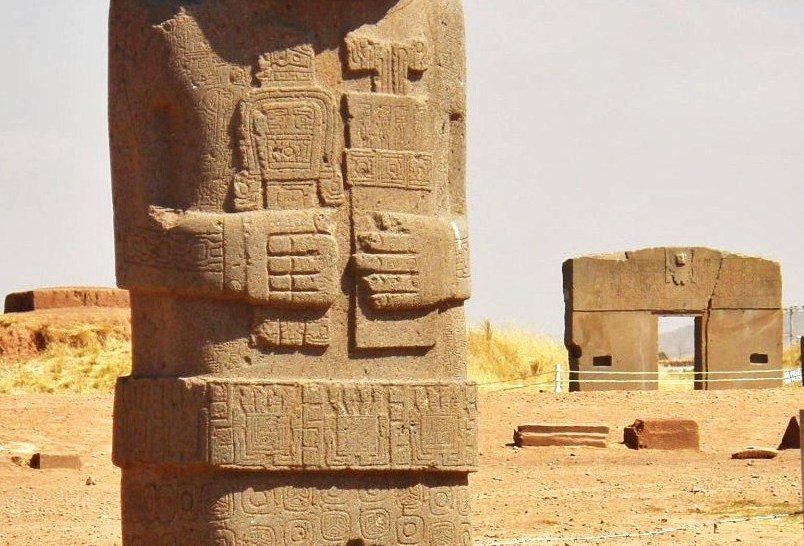
Ponce-Monolith mit Qiru

Einige Monolithen (genauer Stelen) der Tiwanaku-Kultur zeigen Qirus, etwa diejenigen die zum Monolithengenre der Präsentationsmonolithen gehören. Beispielsweise hält der Ponce-Monolith in seiner linken Hand einen Qiru.

## Galerie

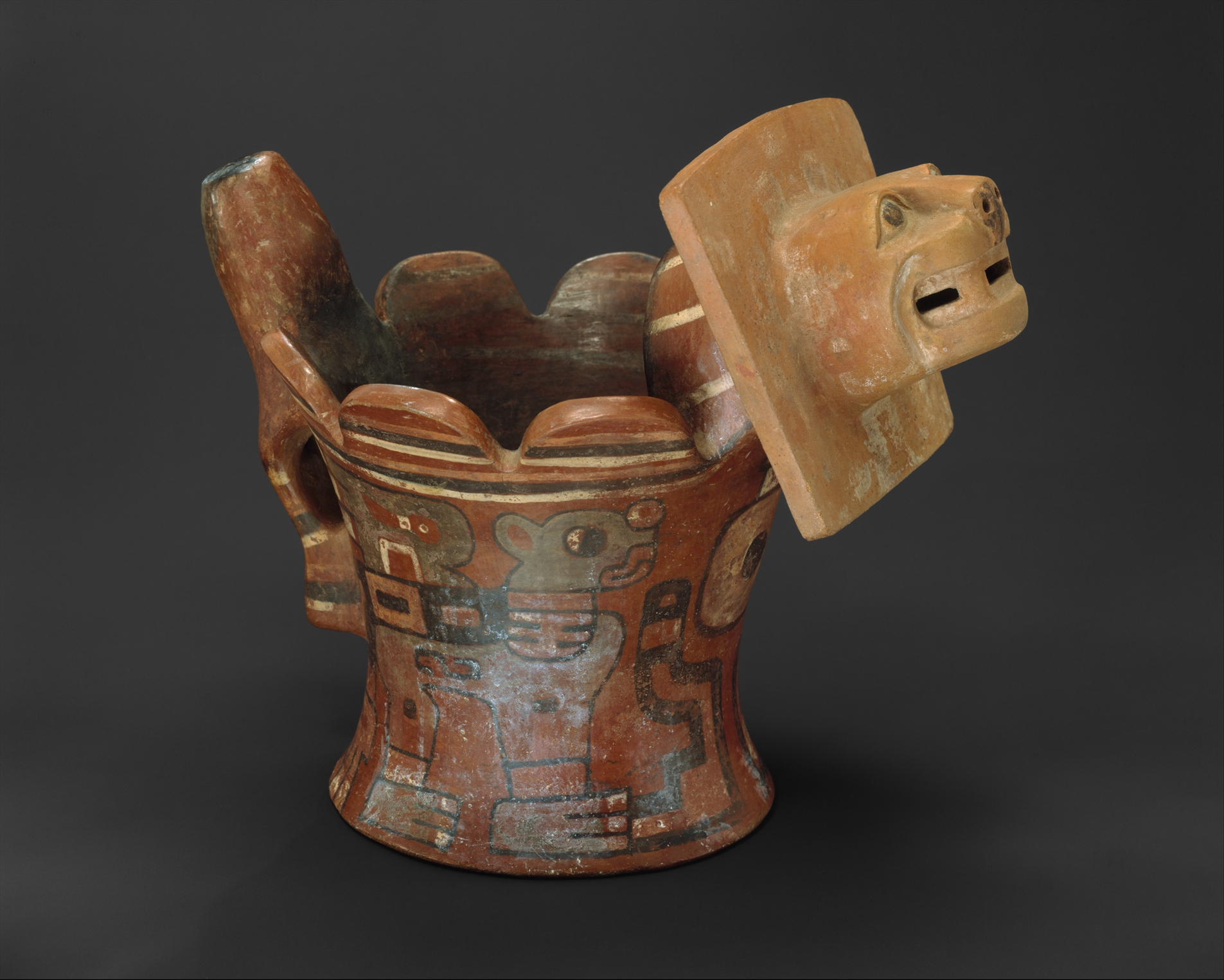
Tiwanaku-Incensario
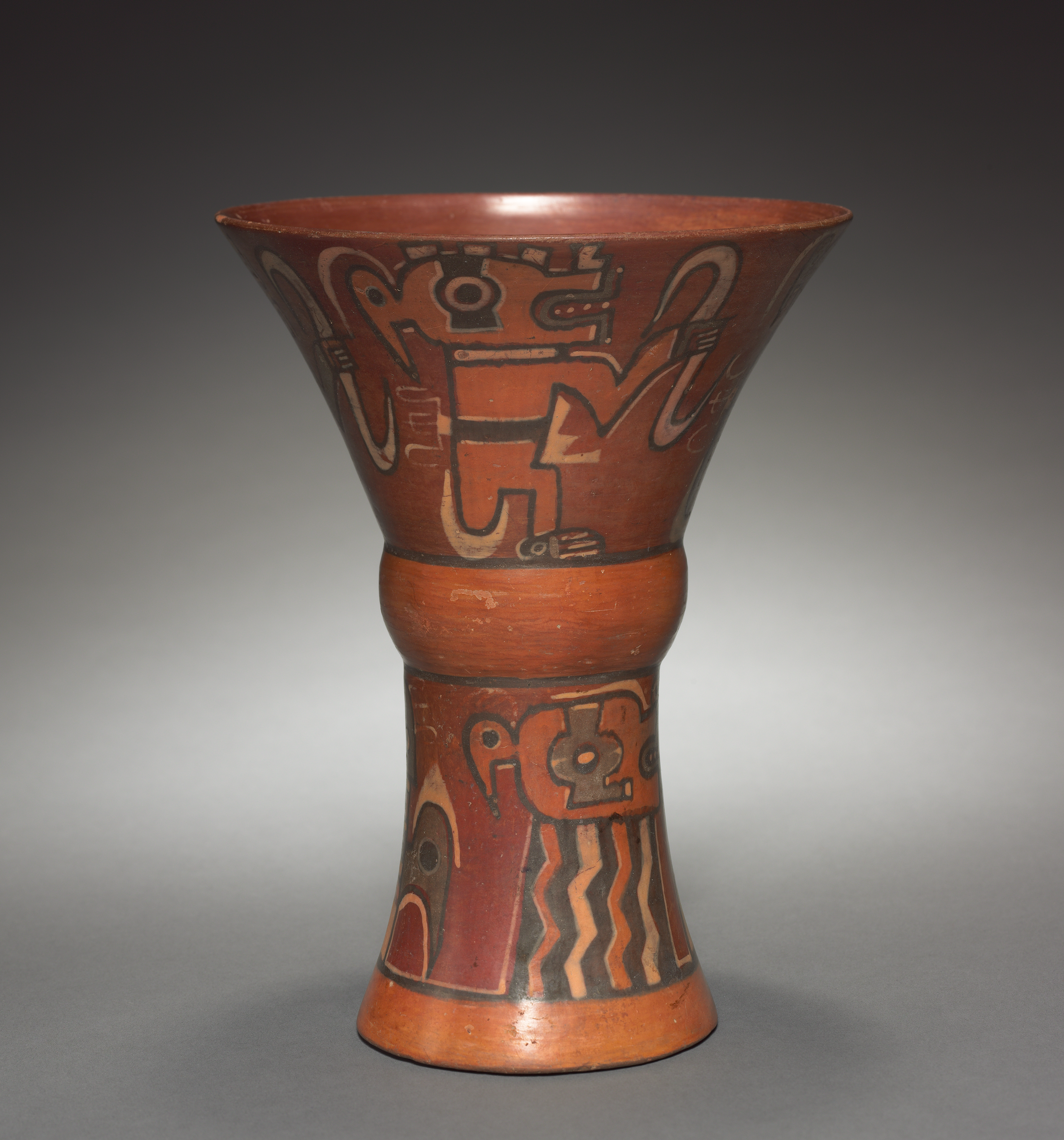
Tiwanaku-Qiru im Cleveland Museum of Art
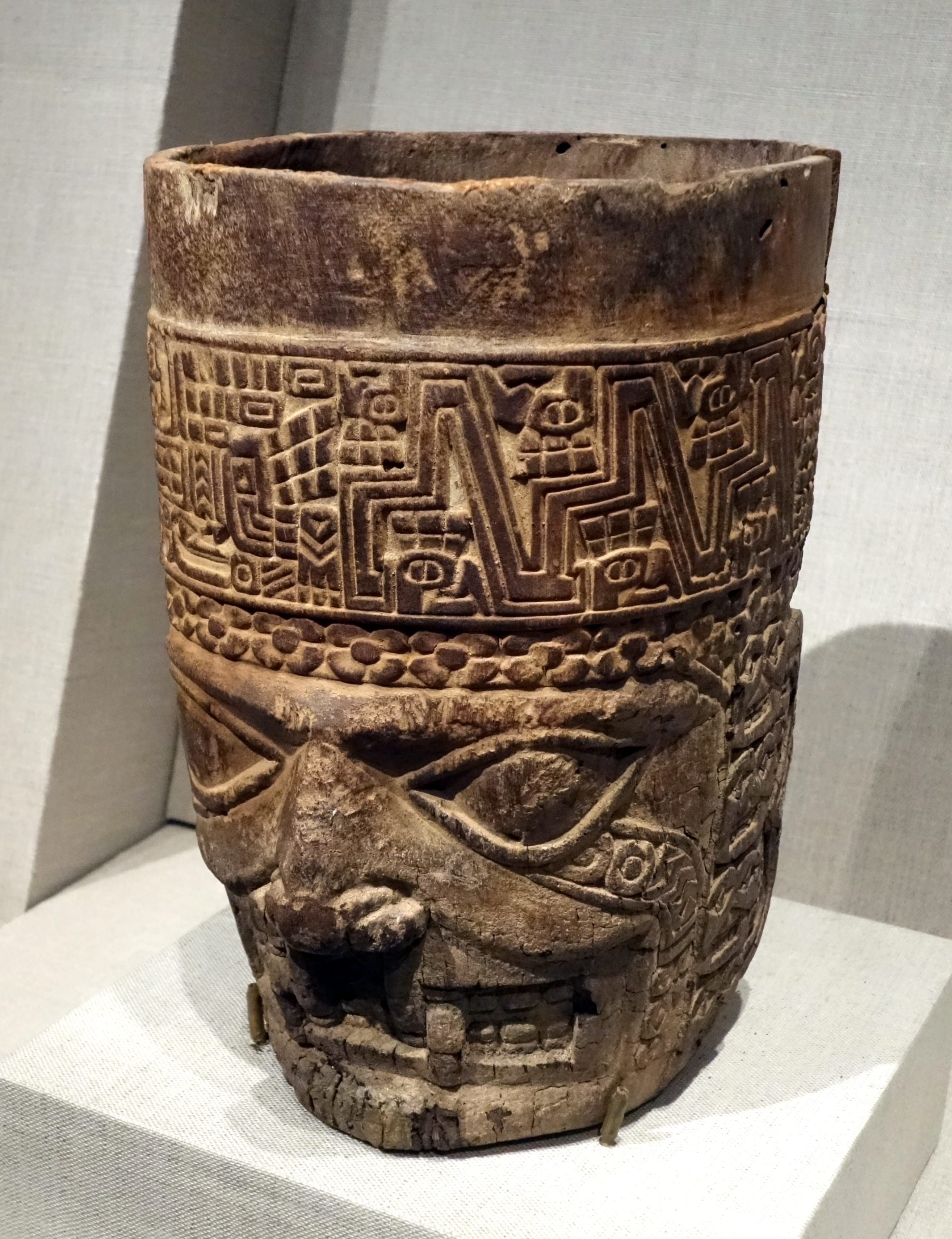
Tiwanaku-Qiru im De Young Museum
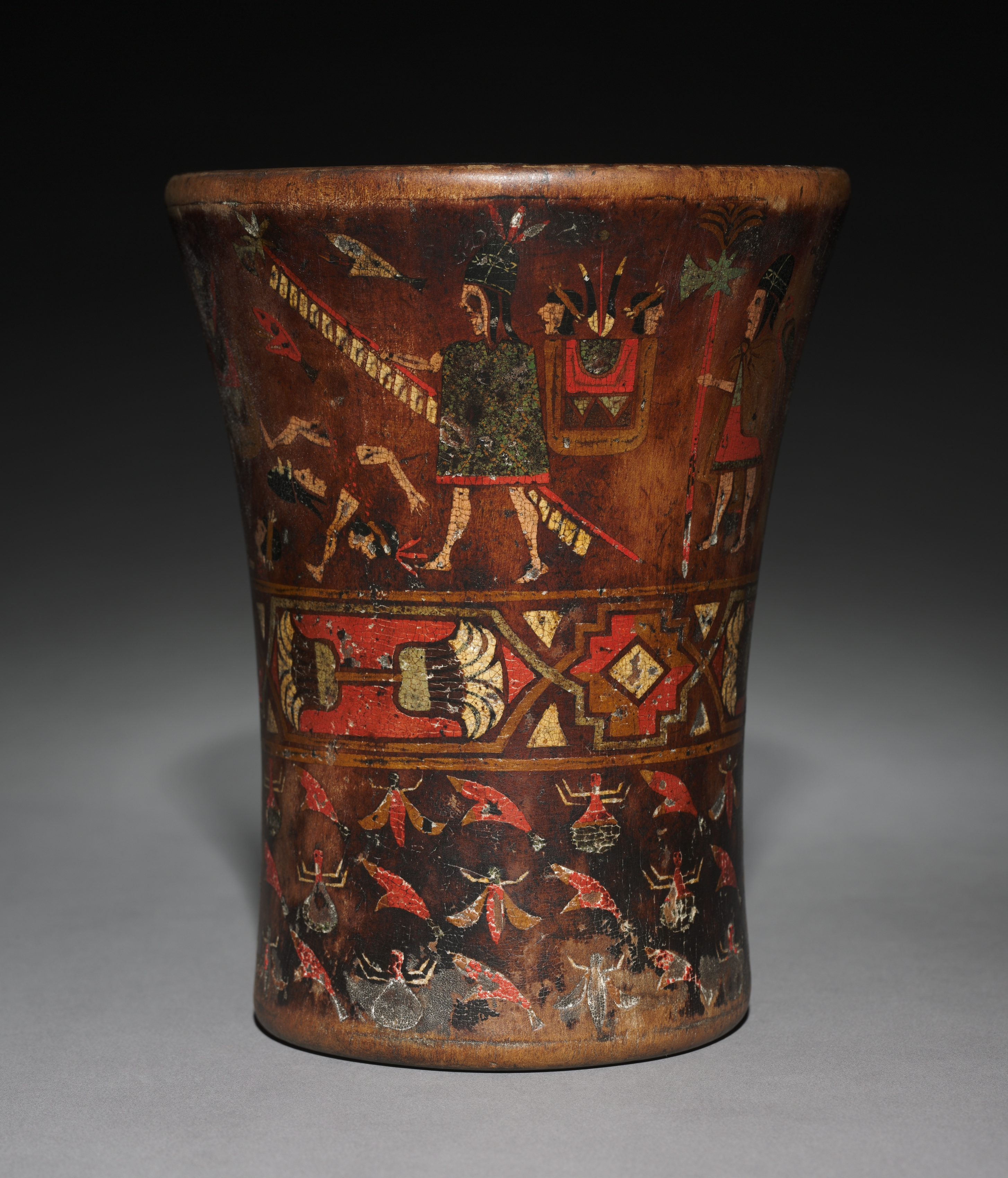
Inka-Qiro im Cleveland Museum of Art